# Anotogaster kuchenbeiseri
Anotogaster kuchenbeiseri is een echte libel uit de familie van de bronlibellen (Cordulegastridae).
De wetenschappelijke naam van de soort werd in 1899 als Cordulegaster kuchenbeiseri gepubliceerd door Friedrich Förster.